# Melese hampsoni
Melese hampsoni là một loài bướm đêm thuộc phân họ Arctiinae, họ Erebidae.